# Réserve écologique de Witless Bay
La réserve écologique de Witless Bay (anglais : Witless Bay Ecological Reserve) est une aire protégée de Terre-Neuve-et-Labrador, au Canada.  Cette réserve protège de 31 km2 protège la plus importante colonie de Macareux moine en Amérique du Nord.  Il s'agit de l'aire protégée du Canada la plus à l'Est.

## Géographie
La réserve est située à 30 km au sud de Saint-Jean. La réserve comprend quatre îles, soit les îles Gull, Green, Great et Pee Pee.  La superficie de ses quatre îles est de 2 km2.  Elle comprend aussi les eaux environnantes qui ont une superficie de 29 km2.

## Milieu naturel
Witless Bay comprend une colonie de 260 000 couples de Macareux moine (Fratercula arctica), ce qui est la plus grande colonie de cet oiseau en Amérique du Nord.  Elle comprend aussi une colonie de 620 000 couples d'Océanite cul-blanc (Oceanodroma leucorhoa), la seconde au monde après celle de la réserve écologique de l'Île-Baccalieu.  Elle est aussi une colonie importante pour la Mouette tridactyle (Rissa tridactyla) et le Guillemot marmette (Uria aalge).

## Histoire
La région de la baie Witless a été désignée réserve faunique en 1964.  Elle a été promue en réserve écologique en 1983, trois ans après la parution du Wilderness and Ecological Reserves Act.

## Tourisme
Witless Bay est l'une des quatre réserves écologiques qui offre des activités au public dans la province.  Il est possible de faire des croisières pour y observer les oiseaux. Il n'y a aucun service sur les îles, cependant la province possède un chalet sur l'île Gull et le service canadien de la faune sur l'île Great, les deux étant dévoué à la recherche scientifique.